# Cratere di Derveni
Il Cratere di Derveni è un cratere a volute in bronzo dorato, alto 90 cm, pesante 40 kg e databile al IV secolo a.C. Scoperto a Derveni, oggi è conservato nel Museo archeologico di Salonicco. Si tratta di un esemplare eccezionale, in quanto è raro rinvenire, nell'ambito greco, forme vascolari di metallo: questa in particolare vanta un ricco e raffinato apparato decorativo.

## Storia
Non è chiaro quale sia l'origine del vaso. Alcuni studiosi credono che sia stato realizzato in Tessaglia intorno al 350 a.C., all'epoca della rivolta degli Alevadi; altri propendono per una datazione più bassa, tra il 330 e il 320 a.C., indicando come luogo di provenienza la corte macedone degli Argeadi. Il fregio ad ovuli del bordo reca un'iscrizione che recita: "Astion (figlio) di Anassagora, di Larissa". Fu perciò utilizzato come urna cineraria di questo aristocratico tessalo.
Il cratere fu ritrovato nella tomba a cista B della necropoli di Derveni nel 1962. 

## Descrizione e stile
Il materiale di cui l'opera è costituita da una lega metallica formata da rame e stagno, dosati in modo tale da creare una brillante doratura sulla superficie del vaso, pur senza la presenza di oro. Consiste di due lastre metalliche martellate e poi unite, mentre le anse e le volute sono state fuse.
La parte superiore del collo è decorata da un fregio di animali e da satiri a tutto tondo, rappresentati seduti sulla spalla. Altri motivi ornamentali (ovuli, palmette, acanti e ghirlande di edera) arricchiscono l'apparato figurativo nella parte alta.
Sul corpo del vaso è stato invece realizzato un fregio a rilievo che raffigura le divinità Dioniso e Arianna, la quale si toglie il velo (simbolo del matrimonio). Attorno a loro danzano freneticamente le menadi, sovrastate da un tralcio di vite: si tratta ancora di rimandi al dio dell'ubriachezza e della sfrenatezza. Discussa è l'identità di un guerriero con un piede che calza il sandalo e l'altro nudo: per questo motivo esso simboleggia il culto misterico dell'orfismo, secondo il quale l'anima sopravvive alla morte.